# Sassey-sur-Meuse
Sassey-sur-Meuse är en kommun i departementet Meuse i regionen Grand Est (tidigare regionen Lorraine) i nordöstra Frankrike. Kommunen ligger i kantonen Dun-sur-Meuse som tillhör arrondissementet Verdun. År 2022 hade Sassey-sur-Meuse 89 invånare.

## Befolkningsutveckling
Antalet invånare i kommunen Sassey-sur-Meuse
| Referens: INSEE |